# Kanton Châteauneuf-du-Faou
Der Kanton Châteauneuf-du-Faou war bis 2015 ein französischer Wahlkreis im Arrondissement Châteaulin, im Département Finistère und in der Region Bretagne; sein Hauptort war Châteauneuf-du-Faou.  

## Gemeinden
Der Kanton umfasste zehn Gemeinden:
| Gemeinde            | Bretonisch            | Einwohner (2022) | Fläche (km²) | Code postal | Code Insee |
| ------------------- | --------------------- | ---------------- | ------------ | ----------- | ---------- |
| Châteauneuf-du-Faou | Kastell-Nevez-ar-Faou | 3.646            | 42.58        | 29520       | 29027      |
| Collorec            | Koloreg               | 592              | 28.39        | 29530       | 29036      |
| Coray               | Kore                  | 1.869            | 31.36        | 29370       | 29041      |
| Landeleau           | Landelo               | 982              | 30.41        | 29530       | 29102      |
| Laz                 | Laz                   | 684              | 34.44        | 29520       | 29122      |
| Leuhan              | Leuc'han              | 836              | 32.75        | 29390       | 29125      |
| Plonévez-du-Faou    | Plonevez-ar-Faou      | 2.174            | 80.73        | 29530       | 29175      |
| Saint-Goazec        | Sant-Wazeg            | 730              | 33.76        | 29520       | 29249      |
| Saint-Thois         | Santoz                | 709              | 18.10        | 29520       | 29267      |
| Trégourez           | Tregourez             | 952              | 17.72        | 29970       | 29291      |
| Kanton              | Kastell-Nevez-ar-Faou | 13.244           | 350.24       | -           | 2909       |

## Bevölkerungsentwicklung
| 1962   | 1968   | 1975   | 1982   | 1990   | 1999   | 2006   | 2012   |
| ------ | ------ | ------ | ------ | ------ | ------ | ------ | ------ |
| 16.585 | 15.939 | 14.726 | 14.266 | 13.220 | 12.871 | 13.047 | 13.244 |